# OCIAD1
OCIAD1 (англ. OCIA domain containing 1) – білок, який кодується однойменним геном, розташованим у людей на 4-й хромосомі. Довжина поліпептидного ланцюга білка становить 245 амінокислот, а молекулярна маса — 27 626.
| 10         |  | 20         |  | 30         |  | 40         |  | 50         |
| ---------- |  | ---------- |  | ---------- |  | ---------- |  | ---------- |
| MNGRADFREP |  | NAEVPRPIPH |  | IGPDYIPTEE |  | ERRVFAECND |  | ESFWFRSVPL |
| AATSMLITQG |  | LISKGILSSH |  | PKYGSIPKLI |  | LACIMGYFAG |  | KLSYVKTCQE |
| KFKKLENSPL |  | GEALRSGQAR |  | RSSPPGHYYQ |  | KSKYDSSVSG |  | QSSFVTSPAA |
| DNIEMLPHYE |  | PIPFSSSMNE |  | SAPTGITDHI |  | VQGPDPNLEE |  | SPKRKNITYE |
| ELRNKNRESY |  | EVSLTQKTDP |  | SVRPMHERVP |  | KKEVKVNKYG |  | DTWDE      |

A: Аланін

C: Цистеїн

D: Аспарагінова кислота

E: Глутамінова кислота

F: Фенілаланін

G: Гліцин

H: Гістидин

I: Ізолейцин

K: Лізин

L: Лейцин

M: Метіонін

N: Аспарагін

P: Пролін

Q: Глутамін

R: Аргінін

S: Серин

T: Треонін

V: Валін

W: Триптофан

Кодований геном білок за функцією належить до фосфопротеїнів. 
Задіяний у такому біологічному процесі, як альтернативний сплайсинг. 
Локалізований у ендосомах.